# Jenynsia eigenmanni
Jenynsia eigenmanni és una espècie de peix pertanyent a la família dels anablèpids.

## Hàbitat
És un peix d'aigua dolça, bentopelàgic i de clima temperat.

## Distribució geogràfica
Es troba a Sud-amèrica: el sud del Brasil.

## Observacions
És inofensiu per als humans.